# Agathis microstachya
Agathis microstachya är en barrträdart som beskrevs av J.F. Bailey och Cyril Tenison White. Agathis microstachya ingår i släktet Agathis och familjen Araucariaceae. Inga underarter finns listade i Catalogue of Life.

## Bildgalleri

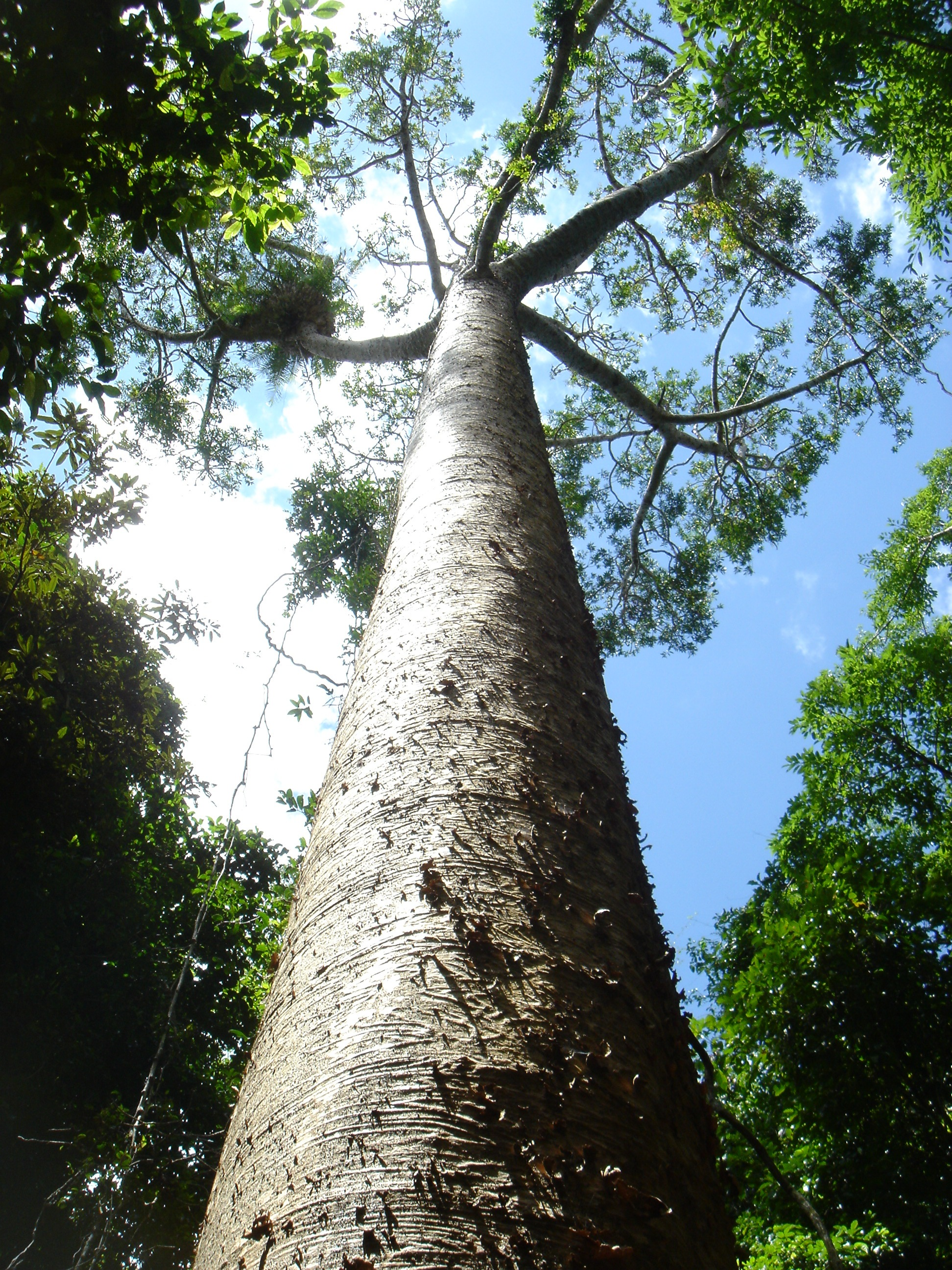